# Liste der Monuments historiques in Saint-Martin-Vésubie
Die Liste der Monuments historiques in Saint-Martin-Vésubie führt die Monuments historiques in der französischen Gemeinde Saint-Martin-Vésubie auf.

## Liste der Bauwerke
| Bezeichnung                       | Beschreibung              | Standort                                      | Kennzeichnung | Schutzstatus | Datum | Bild           |
| --------------------------------- | ------------------------- | --------------------------------------------- | ------------- | ------------ | ----- | -------------- |
| Maison Gubernatis                 |                           | (Lage)                                        | PA00080842    | Inscrit      | 1933  | weitere Bilder |
| Chapelle de la Miséricorde        | Kapelle, erbaut um 1800   | Place Vieille (Lage)                          | PA06000004    | Inscrit      | 1997  | weitere Bilder |
| Kapelle Sainte-Croix              |                           | Rue du Docteur-Cagnoli Place du Marché (Lage) | PA06000005    | Inscrit      | 1997  | weitere Bilder |
| Kirche Notre-Dame-de-l’Assomption | Erbaut im 17. Jahrhundert | Rue de l’Eglise (Lage)                        | PA06000006    | Inscrit      | 1997  | weitere Bilder |

## Liste der Objekte
Zum Verständnis siehe: Kirchenausstattung
- Monuments historiques (Objekte) in Saint-Martin-Vésubie in der Base Palissy des französischen Kultusministeriums